# Novodanîlivka, Novîi Buh
Novodanîlivka (în ucraineană Новоданилівка) este un sat în comuna Vilne Zaporijjea din raionul Novîi Buh, regiunea Mîkolaiiv, Ucraina.

## Demografie
Componența lingvistică a localității Novodanîlivka
     Ucraineană (100%)
Conform recensământului din 2001, toată populația localității Novodanîlivka era vorbitoare de ucraineană (100%).